# اقتران غذائي
|  | يجري الآن نقاش حول نقل صفحة اقتران غذائي إلى إقران الطعام. جار التوصل إلى اتفاق بشأن النقل في صفحة طلبات النقل. |

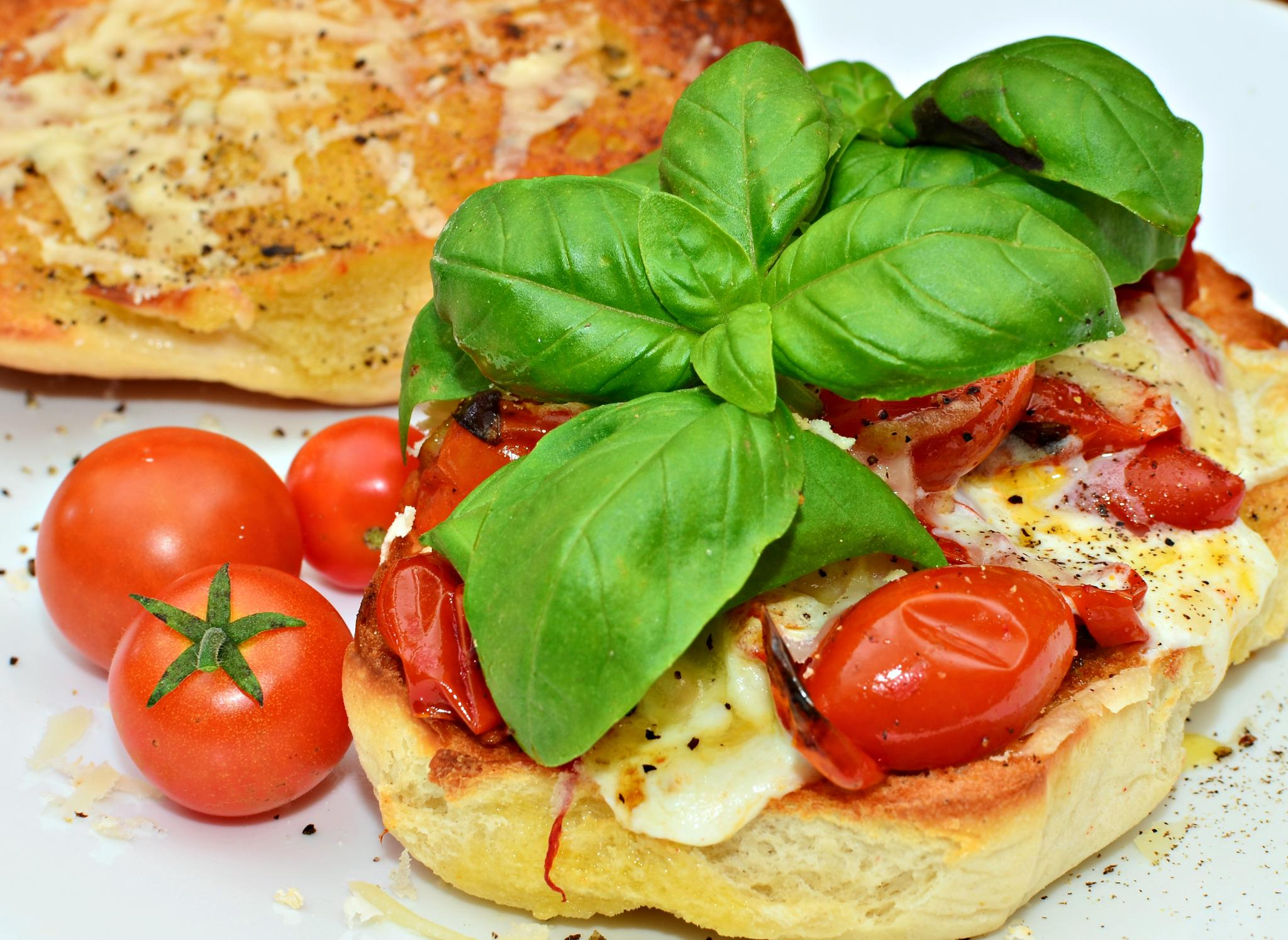
تعد الطماطم والريحان من النكهات الشائعة في بعض البلدان التي تعبر عن الاقتران الغذائي

الاقتران الغذائي أو التوافق الغذائي المصطلح التجاري غير المسجل اقتران الغذاء[بحاجة لمصدر] أو توافق النكهات  هو طريقة لمعرفة أي الأغذية تنسجم بشكل جيد مع بعضها من ناحية الطعم، بينما دمج الطعام يعرف الأطعمة التي تتطابق من ناحية غذائية أو هضمية. الطريقة ترتكز على مبدأ أن الأطعمة تندمج بشكل جيد مع بعضها عندما تتشارك المكون الأساسي الذي يمنح الطعم و النكهة. وهي نسبياً طريقة جديدة بدأت حوالي بداية القرن الحادي والعشرون وهي غالبًا ما يتم اللبس بها مع توافق النبيذ والطعام. على سبيل المقارنة، الاقتران الغذائي يستخدم تقنيات مثل الاستشراب السائل رفيع الإنجاز، الاستشراب الغازي وطرق مخبرية أخرى لتحليل الأطعمة و إيجاد المكونات الكيميائية المشتركة بينها.
الاقتران الغذائي لا يجب أن يتم الخلط بينه وبين نظرية دمج البروتين ضعيفة الثقة التي وضعت للنباتين، والتي تدمج الأطعمة لعمل بروتين كامل. والمصطلح أيضًا لا يجب الخلط بينه وبين دمج الطعام، الذي يعمل من أجل أسباب صحية.

## الوصف
منهج الاقتران الغذائي مصمم لإلهام الطهاة، عشاق الطعام، الطباخين المنزليين، ومهندسي الطعام. يهدف المنهج إلى تصميم وصفة وتقديم مزيج طعام جديد، الذي نظريًا يعتمد في أساسه على الطعم. الاقتران الغذائي يقدم مزيجا من الطعام، الذي يعتمد فقط على الخصائص الذاتية لمنتجات الطعام المختلفة ; وهذه المزائج تعتمد على مركبات الطعم الموجودة في المنتجات. وهذا ينتج مزائج ممكنة تتميز بأنها مبتكرة، أكثر من أن تكون متأثرة أو مقيدة بالبيئة الثقافية والتقليدية للمنتج. هذا الاستقلال أحيانًا ينتج مزائج مفاجئة وغير اعتيادية ( مثلاً: الهندباء في الصحراء، الشوكولاتة البيضاء والكافيار، أو شوكولاتة و قرنبيط ). قد تبدو هذه المزائج غير اعتيادية  , لكنها فعلاً لذيذة للعديد من الأشخاص لأن الأطعمة الممزوجة معاً لديها نكهات مشتركة. منهج الاقتران الغذائي يفتح عالمًا كاملاً جديداً لمزائج الأطعمة الممكنة.
بالإضافة لذلك، الاقتران الغذائي قادر على تقديم أسس علمية وحديثة لنجاح لمزائج الطعام التقليدية الثابتة. وإنه ليس صدفة أن الغالبية العظمى من المزائج التقليدية التي حققت نجاحاً كبيراً مثل لحم الخنزير المقدد والجبنة، و الهليون والزبدة لديها نكهات مشتركة.

## التاريخ
هيستون بلومينثال، طاهي البطة السيمنة قام بتجربة المكونات المالحة مع الشوكولاتة البيضاء حول مطلع القرن، و اكتشف أن الكافيار و الشوكولاتة البيضاء هما تطابق مثالي. لمعرفة السبب، تواصل مع فرانكوس بينز في فايرمينش، أكبر شركة خاصة للنكهات في العالم. من خلال مقارنة تحليل النكهة لكلاهما، وجدوا أن الكافيار والشوكولاتة البيضاء لديهم نكهة رئيسية مشتركة. في ذلك الوقت، ابتكروا فرضية أن الأطعمة تنمزج جيداً مع بعضها عندما تتشارك النكهة الأساسية، و من هنا ولد الاقتران الغذائي. في عام 2009 , مؤسسة طعم فلاندرز نظمت ندوة فن الأكل , «الفلمنكيون البدائيون» , وكانت مخصصة بالكامل للاقتران الغذائي.

## منهجية
الاقتران الغذائي يبدأ بتحليل كيميائي للأغذية. يتم تحديد المركبات العطرية بمساعدة الاستشراب الغازي، والتي تقترن في معظم الحالات بمطياف الكتلة ( GC-MS ). يتم قياس كمية العطور أيضًا بتقنيات أخرى. يمكن تحديد اعطر الرئيسي من خلال مقارنة تركيزات العطر مع عتبة نكهة كل منها. العطور الأساسية هي المركبات التي سوف يشمها الإنسان بفعالية. يتم تعريفها على أنها كل مركب موجود بتركيزات أعلى من عتبة النكهة المحددة.
على سبيل المثال، تحتوي القهوة على 700 مركب مختلف من المركبات العطرية، ولكن لا يوجد سوى عدد من المركبات العطرية المهمة لرائحة القهوة لأن معظمها موجود في تركيزات قد لا تكون محسوسة من الأنف البشري، أي أنها موجودة بتركيزات أقل من عتبة النكهة.
العطور الأساسية ضرورية لتكوين ملف تعريف النكهة للمنتج المعطى. يتم فحص ملف تعريف النكهة الناتجة مقابل قاعدة بيانات للأطعمة الأخرى. يتم اختيار المنتجات التي تحتوي على مكونات نكهة مشتركة مع المكون الأصلي والاحتفاظ بها. يمكن المزج بين هذه المنتجات المتطابقة مع المكون الأصلي. مع هذه المعلومات عن التطابقات المحتملة، تم بناء رسم بياني لشجرة الاقتران الغذائي.
أساس الاقتران الغذائي هو المزج بين الأطعمة المختلفة التي تشترك في نفس مكونات النكهة الرئيسية. يمكن أن تؤدي مقارنة نكهات المكونات الفردية إلى مزيج جديد وغير متوقع، مثل الفراولة المقترنة بالبازلاء. اعتمد هذا المزيج من قبل سانغ هون ديجيمبر، رئيس الطهاة في L'Air du temps في بلجيكا.